# Letze (Festungsbau)
Letze oder schweizerdeutsch Letzi ist die historische Bezeichnung für eine Verteidigungsanlage, Befestigung, Talsperre.

## Zum Begriff
Der Begriff „Letze“ wird für die „äuszerste vertheidigungslinie einer stadt, eines schlosses oder eines gebietes, schutzwehr zur abhaltung eines feindes“ verwendet. In der Schweiz wurde „Letzi“ für eine Grenzbefestigung „in Gebirgsgegenden und zwar für ganze Länder, wie für einzelne Täler, bei Städten am Ende des Weichbildes […] Grenze eines Dorf-, Stadt-, Landgebietes“ verwendet. Diese konnte aus natürlichen Begrenzungen (See, Fluss, Felsen) bestehen oder durch Zäune, Hecken, Grenzpfähle oder einfache Trockenmauer geschaffen sein.
Letze, Letzi ist eine Ableitung vom althochdeutschen und mittelhochdeutschen Verb letzen „hemmen, aufhalten, hindern“.

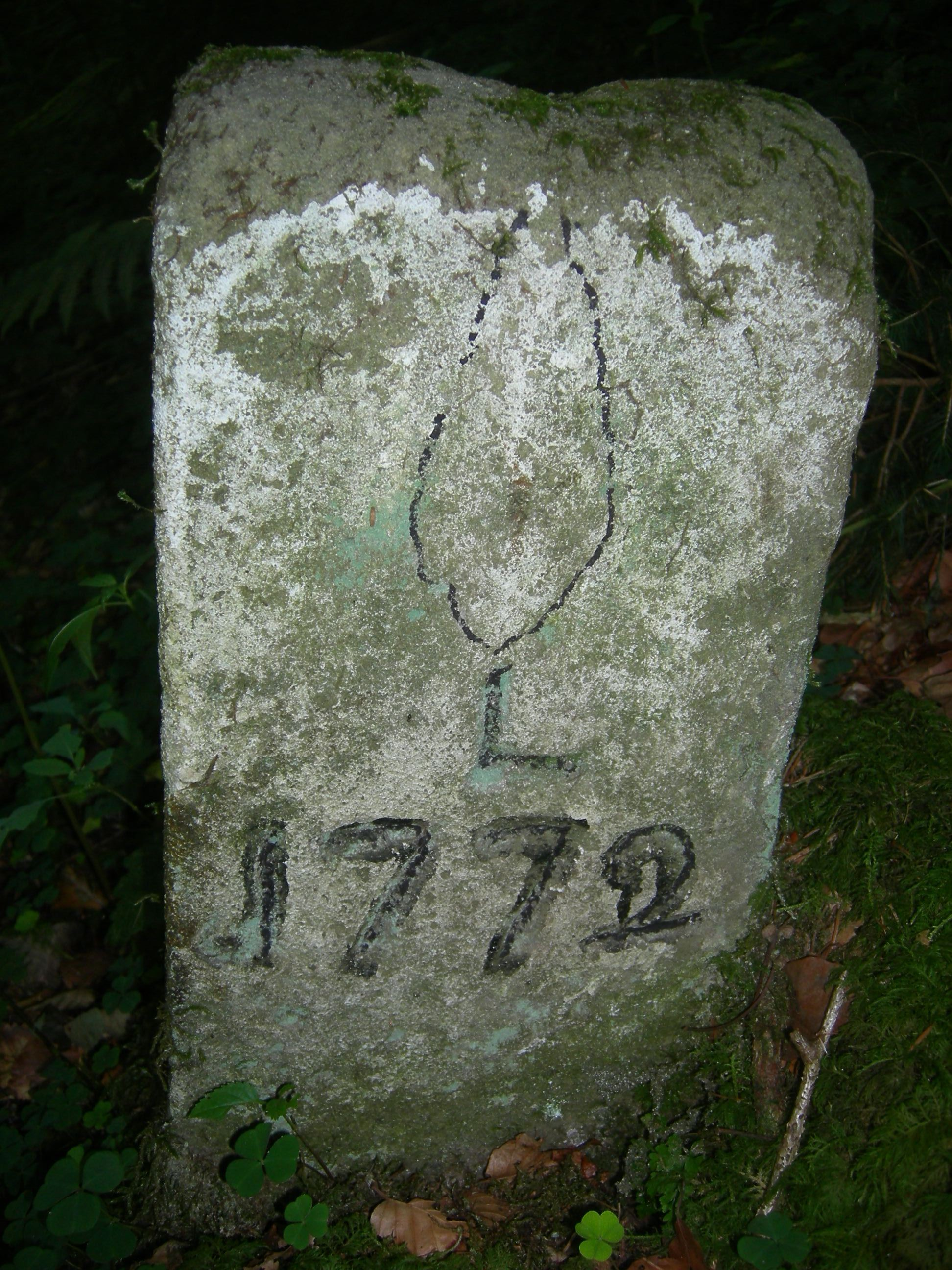
Grenzstein der Hauensteiner Letze (Landhag) auf der Gemarkung Dogern. Die angedeutete Fichte ist das Zeichen der Grafschaft Hauenstein und L steht für Letze

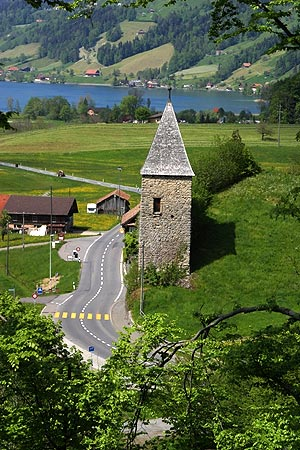
Letziturm zwischen Sattel und Morgarten

## Beispiele
In der Grafschaft Hauenstein wurde erstmals 1544 ein Landhag oder Letze erwähnt. Sie verlief von der Albschlucht nördlich von Albbruck bis zur Schlücht nördlich von Gurtweil und war Eigentum der Grafschaft. Sie bestand aus einem bis 50 Schritt breiten Grünstreifen aus Hagebuchen, Hagedorn, Brombeerruten und ähnlichem Gestrüpp, der ein Durchdringen sowohl für Reiter, als auch Fußsoldaten, wenn nicht unmöglich machte, so doch erheblich erschwerte. Zur Angreiferseite wurde ein Graben ausgehoben und mit dem Aushub ein Wall errichtet. Durch die Letze führten gesicherte Verkehrswege, aber auch geheime Schlupflöcher zur unbemerkten Erkundung der anderen Seite. Der Verlauf der Letze war durch Grenzsteine markiert. Sie waren mit der Fichte, dem Symbol der Grafschaft, und einem L für Letze markiert.
In der Schweiz gibt es mehrere „Letzitürme“, die von ehemaligen Talsperren und Stadtbefestigungen zeugen: Zwischen Sattel und Morgarten im Kanton Schwyz steht der Turm zu Schornen, im Schwyzer Bezirk Einsiedeln der Wehrturm Rothenthurm, und in der Stadt Basel tragen zwei erhaltene Türme der mittelalterlichen Stadtmauer den Namen Letziturm.
In der Stadt Zürich ist der Hardturm der letzte erhaltene Rest der Talsperre durch das Limmattal. Ansonsten lebt die ehemalige Befestigung im Straßennamen Letzigraben und im Namen des Fußballstadions Letzigrund weiter.